# Le morti di Ian Stone
(Tagline del film)
Le morti di Ian Stone (The Deaths of Ian Stone) è un film del 2007 diretto da Dario Piana. La pellicola è stata distribuita in Italia il 18 luglio 2008 dalla Medusa Film.

## Trama
La tranquilla esistenza di Ian Stone si conclude con un'atroce morte, ma il ragazzo si risveglia in un'altra vita e si convince di aver solo avuto un incubo. Ma anche questa volta muore in maniera atroce, non prima che un uomo lo metta in guardia dal fatto che "loro" lo stanno cercando. Una volta morto si risveglia in una nuova vita e si convince di nuovo di aver avuto un altro incubo. Anche stavolta però incontrerà l'uomo misterioso e morirà di nuovo ancora molte altre volte prima di scoprire la verità su "loro" e quella più incredibile su se stesso. "Loro" sono denominati come i mietitori e lo stesso Ian ne faceva parte, immortali che vagano tra le vite per nutrirsi della paura. Solo grazie a Jenny riuscirà a trovare un modo per sopravvivere senza nutrirsi della paura, che gli permetterà di poter uccidere i mietitori.